# یژی تورک
یژی تورِک (لهستانی: Jerzy Turek؛ ۱۷ ژانویهٔ ۱۹۳۴ – ۱۴ فوریهٔ ۲۰۱۰) بازیگر اهل لهستان بود.
از فیلم‌ها یا برنامه‌های تلویزیونی که وی در آن نقش داشته‌است، می‌توان به سفری برای یک لبخند، یانوشیک، ترانه عاشقانه‌ای برای یانوشِک، مرد بی‌نهایت آرام، چهل‌ساله، سربازان آزادی، از دوشنبه‌ها بیزارم، خیابان فرعی ۴، تدی خرسه و یانا اشاره کرد.